# Projet Nimbus
Pour les articles homonymes, voir Nimbus.
Ne doit pas être confondu avec Programme Nimbus.
Le projet Nimbus, en hébreu : פרויקט נימבוס, est un projet de cloud computing (informatique en nuage) du gouvernement israélien et de son armée. Il s'agit d'un contrat de service passé avec les entreprises américaines Google (Google Cloud Platform) et Amazon (Amazon Web Services).

## Présentation
Le ministère israélien des Finances (en) annonce en avril 2021 que le contrat du projet Nimbus vise à fournir « au gouvernement, à l'entité de la défense et à d'autres acteurs une solution cloud complète ». Dans le cadre d'un contrat de 1,2 milliard de dollars, les entreprises technologiques Google (Google Cloud Platform) et Amazon (Amazon Web Services) ont été sélectionnées pour fournir aux agences gouvernementales israéliennes des services de cloud computing, notamment dans les domaines de l'intelligence artificielle et de l'apprentissage automatique,,,,. En vertu de ce contrat, les entreprises mettront en place des sites cloud locaux qui « conserveront les informations à l'intérieur des frontières israéliennes dans le respect de directives de sécurité strictes ». Selon un porte-parole de Google, le contrat porte sur des charges de travail liées aux « finances, à la santé, aux transports et à l'éducation » et ne concerne pas d'informations hautement sensibles ou classifiées. De plus, les entreprises technologiques ont l'interdiction contractuelle de refuser leurs services à toute entité particulière du gouvernement israélien.
Bien que la mission spécifique du projet Nimbus n'ait pas encore été révélée, les outils d'intelligence artificielle de Google Cloud Platform pourraient donner à l'armée et aux services de sécurité israéliens la capacité de détecter les visages, de classer automatiquement les images, de suivre des objets et d'analyser les sentiments, autant d'outils qui ont déjà été utilisés par les douanes et la protection des frontières américaines pour la surveillance des frontières.
Le projet Nimbus comprend quatre phases : la première consiste à acheter et à construire l'infrastructure cloud, la deuxième à élaborer une politique gouvernementale pour transférer les opérations vers le cloud, la troisième à transférer les opérations vers le cloud et la quatrième à mettre en œuvre et à optimiser les opérations cloud.
Les conditions fixées par Israël pour le projet interdisent contractuellement à Amazon et Google d'interrompre leurs services en raison de pressions exercées par le boycott,. 
Un porte-parole de Google a déclaré que tous les clients de Google Cloud doivent respecter ses conditions d'utilisation qui interdisent aux clients d'utiliser ses services pour violer les droits légaux des personnes ou se livrer à des actes de violence mais des documents internes provenant à la fois de Google et du gouvernement israélien contredisent cette affirmation.

## Conflit israélo-palestinien
Vers 2022, le contrat suscite des critiques et des condamnations de la part des actionnaires des entreprises ainsi que de leurs employés, qui craignent que le projet ne conduise à de nouvelles violations des droits humains des Palestiniens dans le contexte de l'occupation en cours (en) et du conflit israélo-palestinien,,,. Plus précisément, ils s'inquiètent de la manière dont cette technologie permet de renforcer la surveillance des Palestiniens et la collecte illégale de données les concernant, ainsi que de faciliter l'expansion des colonies illégales d'Israël sur le territoire palestinien.
Ariel Koren, qui avait travaillé comme responsable marketing pour les produits éducatifs de Google et qui était une opposante déclarée au projet, s'est vu imposer un ultimatum : déménager à São Paulo dans les 17 jours ou perdre son emploi,. Dans une lettre annonçant sa démission à ses collègues, Ariel Koren écrit que Google « réduit systématiquement au silence les voix palestiniennes, juives, arabes et musulmanes préoccupées par la complicité de Google dans les violations des droits humains des Palestiniens, au point de prendre officiellement des mesures de représailles contre les employés et de créer un climat de peur », reflétant son opinion selon laquelle l'ultimatum est une mesure de représailles contre son opposition au projet et son organisation contre celui-ci. Elle dépose des plaintes pour représailles auprès du service des ressources humaines de Google et du National Labor Relations Board (Conseil national des relations du travail), qui rejette son dossier pour manque de preuves.
En 2022, l'organisation Jewish Voice for Peace et MPower Change lancent une campagne intitulée No Tech for Apartheid (en français : Pas de technologie pour l'apartheid), également connue sous le nom de #NoTechForApartheid, pour s'opposer au projet,. Plus de 200 employés de Google rejoignent un groupe de protestataires nommé d'après cette campagne, qui affirment que le manque relatif de contrôle sur le projet signifie qu'il sera probablement utilisé à des fins violentes.
En mars 2024, un ingénieur logiciel de Google Cloud est licencié après qu'une vidéo soit devenue virale le montrant en train de crier « Je refuse de développer une technologie qui favorise le génocide », en référence au projet Nimbus, lors d'un événement organisé par l'entreprise. En avril, des dizaines d'employés participent à des sit-in au siège de Google à New York et Sunnyvale pour protester contre la fourniture par Google de logiciels de cloud computing au gouvernement israélien. Les employés occupent le bureau du directeur général de Google Cloud, Thomas Kurian (en). Neuf employés sont accusés d'intrusion et 28 sont licenciés. D'autres licenciements portent le nombre total de suppressions d'emplois liés à cette affaire à 50.
En avril, d'anciens employés de Google licenciés pour avoir manifesté sous le hashtag #NoTechForApartheid, citant un article du magazine +972, expriment leurs inquiétudes quant à l'utilisation actuelle par Israël du ciblage assisté par l'IA dans la bande de Gaza :
Un programme appelé « The Gospel » classe les bâtiments comme des bases militaires, tandis que les programmes Lavender et « Where’s Daddy » identifient et classifient à tort les civils palestiniens comme des « terroristes » et suivent leurs déplacements afin de sélectionner des cibles.
En décembre 2024, un article du New York Times rapporte que les avocats de Google s'inquiétent du fait que « les services Google Cloud pourraient être utilisés ou associés à la facilitation de violations des droits humains, notamment les activités israéliennes en Cisjordanie », au moins quatre mois avant la signature du contrat avec Nimbus.